# Мертир-Тидвил (округ)
Мертир-Тидвил (англ. Merthyr Tydfil, валл. Merthyr Tudful) — унитарная административная единица (округ) Уэльса со статусом города-графства (англ. county borough).
Унитарная единица образована Актом о местном управлении 1994 года из района Мертир-Тидвил, который был сформирован в 1974 году путём объединения общин Вайнор и Бедлиног.
Округ расположен в южном Уэльсе и граничит с округами Поуис на севере, Ронта, Кинон, Таф на западе и Кайрфилли на востоке. Мертир-Тидвил находится на территории традиционного графства Гламорганшир.
Основным городом является Мертир-Тидвил, кроме которого в состав области входят населенные пункты Доулайс и Кивартва.

## Туризм
На территории Мертир-Тидвила функционирует историческая Бреконская горная железная дорога.

## Населенные пункты
- Доулайс (Dowlais)